# Silene salicifolia
Silene salicifolia är en nejlikväxtart som beskrevs av C.L. Tang. Silene salicifolia ingår i släktet glimmar, och familjen nejlikväxter. Inga underarter finns listade i Catalogue of Life.